# Lithobates neovolcanicus
Lithobates neovolcanicus — вид жаб родини жаб'ячих (Ranidae).

## Поширення
Ендемік Мексики. Трапляється у штатах Халіско, Мічоакан, Гуанахуато, Сакатекас, Мехіко. Населяє субтропічні або тропічні вологі гірські ліси, субтропічні або тропічні сухі низовинні луги, річки, прісні озера і болота.